# لسلی گراهام (بازیکن فوتبال)
لسلی گراهام (انگلیسی: Leslie Graham; ۱۴ مهٔ ۱۹۲۴ – ۱۹۹۸ (۷۳−۷۴ سال)) بازیکن فوتبال اهل بریتانیا بود.
از باشگاه‌هایی که در آن بازی کرده‌است می‌توان به باشگاه فوتبال واتفورد، باشگاه فوتبال بلکبرن روورز، و باشگاه فوتبال نیوپورت کانتی اشاره کرد.